# Lambda Lupi
Désignations
Lambda Lupi (λ Lupi / λ Lup) est un système d'étoiles triple de la constellation australe du Loup. Il est visible à l'œil nu avec une magnitude apparente combinée de 4,04.

## Environnement stellaire
Le système de Lambda Lupi est membre du sous-groupe Haut-Centaure Loup de l'association Scorpion-Centaure, qui est l'association d'étoiles massives de types O et B la plus proche du Système solaire. Il possède une vitesse particulière de 27,4 ± 4,9 km/s relativement à ses voisins, il serait donc possiblement en fuite.
Le système présente une parallaxe annuelle de 4,20 ± 0,66 mas mesurée par le satellite Hipparcos, ce qui indique qu'il serait distant approximativement de ∼ 800 a.l. (∼ 245 pc) de la Terre. Mais cette distance conduit à estimer des masses trop importantes pour ses étoiles. Sa parallaxe dynamique, c'est-à-dire celle calculée à partir du mouvement relatif des étoiles, est de 6,3 mas, ce qui est par ailleurs cohérent avec l'appartenance du système à l'association Scorpion-Centaure,. Cela correspond à une distance d'environ 159 pc (∼519 al).

## Propriétés
Les deux composantes visibles du système de Lambda Lupi orbitent l'une autour de l'autre selon une période de 70,8 ans et avec une importante excentricité de 0,63. L'étoile primaire, désignée Lambda Lupi A, brille d'une magnitude apparente de 4,43, tandis que son compagnon, Lambda Lupi B, est de magnitude 5,23. Toutes deux sont des étoiles bleu-blanc de la séquence principale de type spectral B3V. L'une des deux étoiles est elle-même une binaire spectroscopique à raies doubles, ce qui fait de Lambda Lupi un système d'étoiles triple.